# Пуэбло (горы)
Горы Пуэбло (англ. Pueblo Mountains) — отдаленный горный массив в Соединенных Штатах, расположенный в основном на юго-востоке Орегона и частично на северо-западе Невады. Самая высокая точка хребта — гора Пуэбло. Преобладающая растительность — травы и большая полынь; однако вдоль некоторых ручьев встречаются луга с тополями, осинниками, ивняками. Большая часть ареала является государственной землей, находящейся в ведении Бюро по управлению земельными ресурсами. Большинство посетителей приезжают в горы Пуэбло для пеших прогулок по пересеченной местности, кемпинга и охоты.

## Топография
Горы Пуэбло занимают площадь 356 квадратных миль (920 км²) (включая окружающую низменную местность), простираясь на 30 миль (48 км) с севера на юг и на 22 мили (35 км) с востока на запад. Самая высокая вершина хребта — гора Пуэбло, высота которой на вершине составляет 8632 фута (2631 м) над уровнем моря. К западу от горы Пуэбло находится Западный хребет Пуэбло. Хребет представляет собой наклоненный на запад откос, который проходит по всей длине гор Пуэбло. Вершина Западного хребта Пуэбло высотой 8420 футов (2570 м) является второй по высоте точкой в этом хребте.
Ландшафт характеризуется изрезанными гребнями с крутыми обрывами, глубоко изрезанными сезонными стоками. Хребты разделены высокогорными котловинами. Вокруг весенних участков есть луга. В горах Пуэбло есть всего несколько ручьев, которые текут круглый год. К ним относятся Ван Хорн-Крик и Денио-Крик.